# Molnár Ádám
Kaposi Molnár Ádám (Jákfalva, 1713. december 23. – Brassó, 1780. november 8.) orvosdoktor.

## Életútja
Molnár Mihály evangélikus tanító és Kapotsi Éva fia. A soproni ágostai evangélikus gimnáziumban tanult; innét 1733-ban a pozsonyi líceumba ment és 1738-ban a hallei egyetemen jogot hallgatott és ügyvédkedni kezdett Kolozsvárt; azonban nem volt ezen pályával megelégedve és nevelő lett előkelő családoknál. Másodszor is kiment Németországba, 1740-ben Belgiumba, 1744-ben Göttingenbe, ahol az orvostudományt hallgatta, ott 1745. augusztusban orvosdoktorrá avatták, mire visszatért Kolozsvárra. 1747-ben a Leopoldina Német Természettudományos Akadémia rendes tagjává választották. A brassói barátjainak ajánlatára Oláhországba hívták meg, és mint gyakorlóorvos Bukarestben telepedett le; az előkelő családoknál széles ismeretséget szerzett és mint kerületi orvos ott 24 évig működött. Amikor a török-orosz zavarok támadtak, 1768-ban visszatért Brassóba, és aggkora napjait nyugalomban élte.

## Műve
- Dissertatio inaug. medica sistens disquisitionem causarum sterilitatis hominum utriusque sexus. Halas, 1747.